# جوزيبي بالديني
جوزيبي بالديني (بالإيطالية: Giuseppe Baldini)‏؛ 11 مارس 1922 - 26 نوفمبر 2009) كان لاعب كرة قدم ومديرًا إيطاليًا. خلال مسيرته الكروية، لعب بالديني على الصعيدين الاحترافي والدولي كمهاجم، قبل أن يصبح مديرًا لكرة القدم.